# Chiesa della Madonna Addolorata (Atessa)
La chiesa della Madonna Addolorata si trova in via Duca degli Abruzzi ad Atessa, in provincia di Chieti.

## Storia
La prima chiesa della Madonna Addolorata risale al XVI secolo. In seguito alla peste del 1525, mons. Tommaso Mennilla istituì la Confraternita della Morte nella chiesa di San Bartolomeo, con il compito di seppellire i meno ricchi nella chiesa dell'Addolorata. Nel 1740 la Confraternita si sciolse e vi subentrò la Confraternita dell'Addolorata.
Il 13 novembre 1943, durante la seconda guerra mondiale il soffitto della chiesa venne distrutto dalle bombe. Fu ricostruito in stile falso antico per volontà della Confraternita, e la chiesa riaperta al culto nel 1952.

## Descrizione

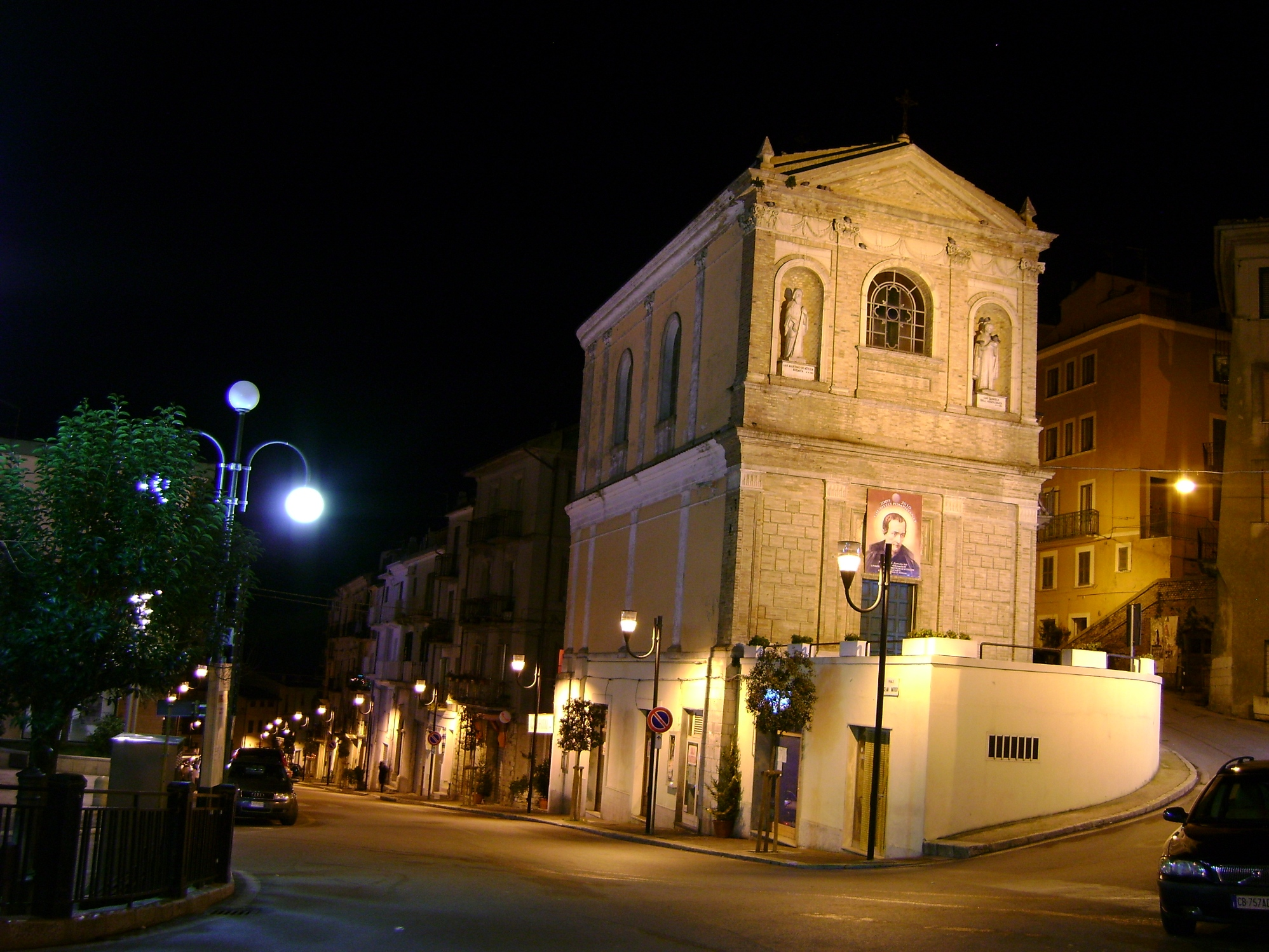
La chiesa dell'Addolorata di notte

L'edificio è a navata unica, con terminazione absidale e tetto a capanna.
La facciata, terminante con un timpano, presenta due livelli separati da una cornice. Il livello inferiore presenta quattro paraste con capitelli che sorreggono la cornice del secondo livello. Il portale architravato è posizionato tra le due paraste centrali ed è sovrastato da una lapide in pietra riccamente decorata con simbologia religiosa.
Il livello superiore si presenta più decorato. Vi si trovano quattro paraste con capitelli corinzi che poggiano si un basamento e che sorreggono il frontone corinzio. Tre le lesene centrali si trova l'unica finestra ad arco con vetrata rappresentante una croce. Tra le paraste laterali vi sono due nicchie con statue raffiguranti San Martino eremita di Atessa e San Gabriele dell'Addolorata.
Tutto il perimetro della chiesa presenta internamente una serie di paraste con capitelli arricchiti da decorazioni dorate. Vi si trova anche un dipinto, i cantoria,raffigurante Madonna con i Santi sette fondatori dell'ordine della Beata Vergine Maria dell'artista atessano Bravo. 
Nella zona absidale dietro l'altare si trova il tabernacolo a tempio con una statua della Madonna Addolorata opera di Falcucci di Atessa. La copertura dell'aula, con volta a botte, presenta in corrispondenza dell'abside terminazione a catino, con decorazioni a cassettoni.
All'entrata possiamo trovare tre nicchie dove si conservano le statue di San Pompilio Maria Pirrotti della bottega Guacci di Lecce, Santa Rita da Cascia e Santa Maria Goretti. Sulla facciata destra della navata sono esposte le effigi della Santissima Trinità in cartapesta e il Cristo Risorto in legno. Sulla facciata sinistra sono poste nelle proprie nicchie, le statue di Sant'Andrea Avellino e San Gabriele dell'Addolorata, entrambi di cartapesta. Sotto l'altare maggiore vi è la statua lignea del Cristo morto con i simboli della Passione, che la Confraternita dell'Addolorata porta in processione il Venerdì Santo degli anni dispari come da tradizione. I simboli della Passione del pittore locale Bravo, sono riprodotti anche sul soffitto della chiesa.

## Galleria d'immagini

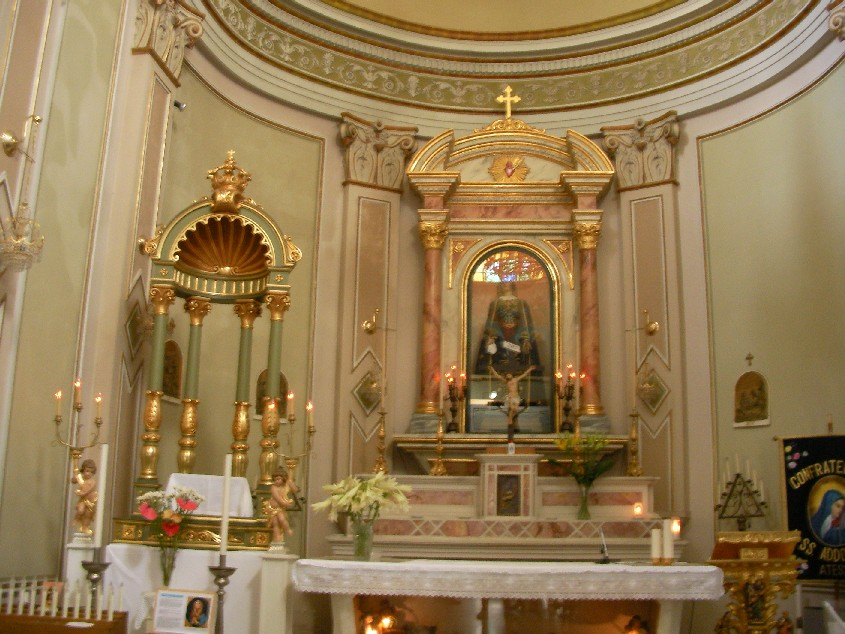
Il presbiterio
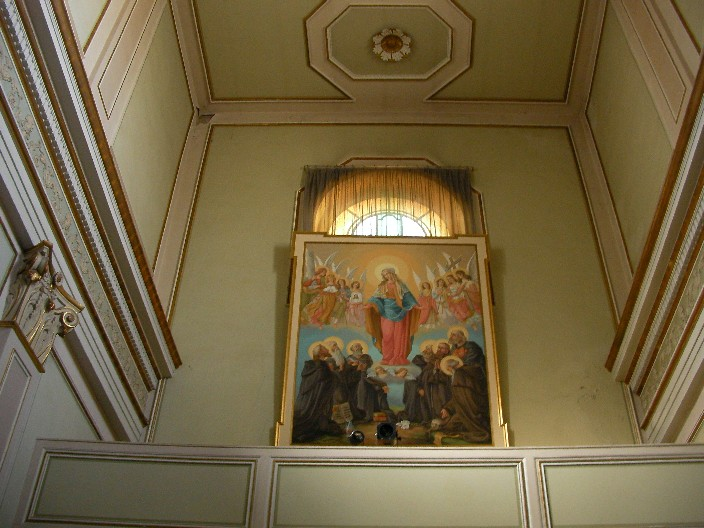
Un quadro della Madonna
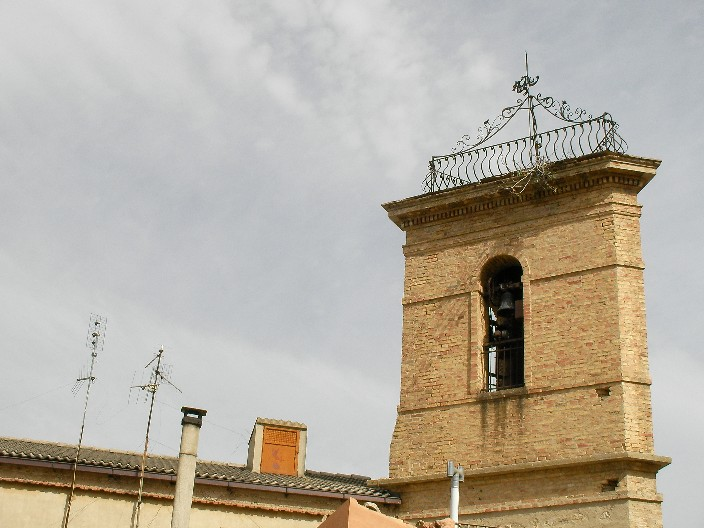
Il campanile
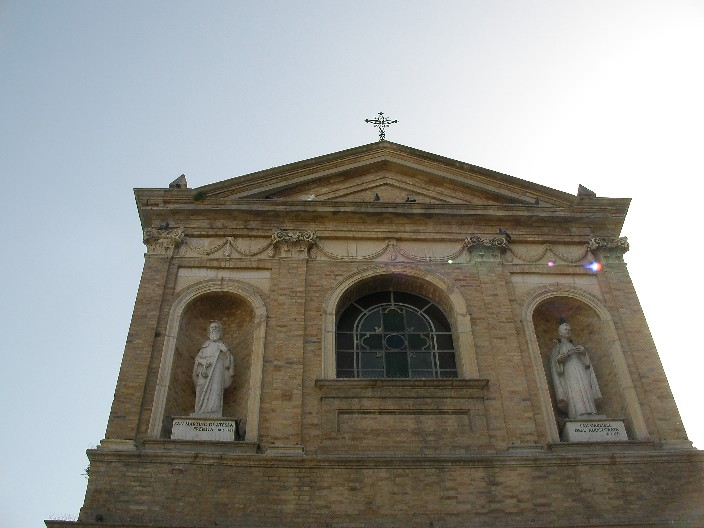
Il secondo livello della facciata
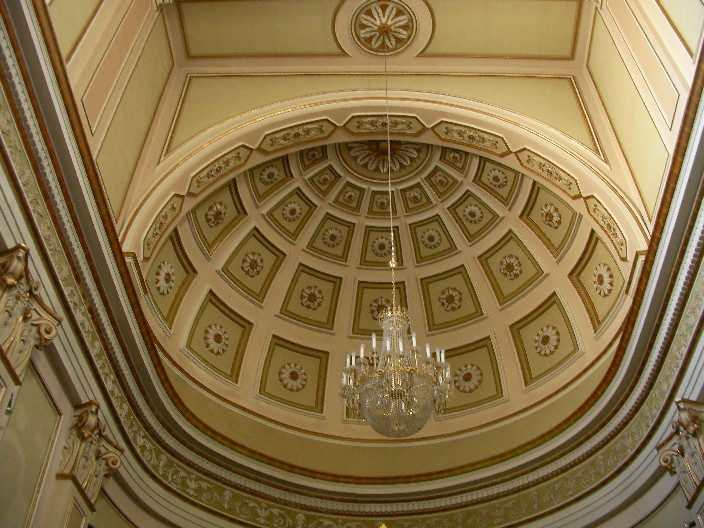
Il soffitto dell'abside